# Целинная железная дорога
Целинная железная дорога — железная дорога существовавшая с мая 1977 года по 1990-е годы на территории Северного и Центрального Казахстана. В ведении были линии Джезказганской, Карагандинской, Целиноградской, Павлодарской, Северо-Казахстанской, Кокчетавской, Тургайской и Кустанайской областей.   

## История
Образована в мае 1977 года была выделением из состава Казахской железной дороги (одновременно были созданы Алма-Атинская и Западно-Казахстанская). Управление дороги было расположено в городе Целиноград. Награждена орденом Трудового Красного Знамени (1981). 
Эксплуатационная длина дороги на 1991 год составляла 5750,3 км. В состав дороги входили пять отделений: Кокчетавское, Целиноградское, Кустанайское, Павлодарское, Карагандинское. Суммарный объем перевозок этих пяти отделений — 136,8 миллиарда тонно-километров в год (173,2 миллиона тонн грузов, 11 миллионов пассажиров).
В целях проведения единой государственной политики и регулирования деятельности всех видов транспорта три исторически сложившиеся дороги Казахстана получили статус республиканских государственных предприятий, осуществляющих свою деятельность на праве хозяйственного ведения имуществом.
В результате приватизации объектов Целинной железной дороги произошло отделение основного производства от обслуживающих подразделений, которые были преобразованы в акционерные общества. Были созданы новые акционерные общества «Ремпуть», «Казгипрожелдортранс», «Медицинская служба транспорта», «Дорстройтрест», «Транстелеком» и др.

## Рекорды поездов по грузоподъемности
20 февраля 1986 года по Целинной железной дороге между станциями Экибастуз и Целиноград прошёл сверхтяжёлый угольный состав длиной 6,5 км (440 вагонов, 43 407 тонн полезного груза). На тот момент это был мировой рекорд по длине и весу поезда, он продержался более трёх лет, до 1989 года.